# When Goodbye Means Forever...
When Goodbye Means Forever... is het debuutalbum van I Killed The Prom Queen en kwam in 2003 uit op Resist Records. In 2004 kwam het album ook in de Verenigde Staten uit op Eulogy Records.

## Track listing
1. Forever Will Come to an End (Intro) – 0:56
2. When Goodbye Means Forever... – 3:57
3. To Kill Tomorrow – 3:36
4. Upon a Rivers Sky – 4:18
5. Pointed to My Heart – 3:43
6. Death Certificate for a Beauty Queen – 4:54
7. Roses, Post Cards & Machine Gun Kisses – 3:48
8. Forgiveness Is Murder – 4:15
9. Portraits Dreams & Memories – 3:50
10. Are You Playing Dead – 4:25
11. My Best Wishes - 4:01